# Gregory Winter
Sir Gregory Paul Winter (* 14. dubna 1951, Leicester) je anglický biochemik a molekulární biolog, který je známý hlavně pro výzkum vývoje terapeutických protilátek za pomoci virů. Roku 2018 získal spolu s Georgem P. Smithem polovinu Nobelovy ceny za chemii za vývoj metody pro řízenou evoluci protilátek, druhou polovinu ceny obdržela Frances Arnoldová za řízenou evoluci enzymů.
Vystudoval na univerzitě v Cambridgi a poté působil v Laboratoři molekulární biologie Medical Research Council (MRC), kde byl později i zástupcem ředitele, a v Centru pro proteinové inženýrství MRC v Cambridgi. Založil také tři komerční společnosti: Cambridge Antibody Technology (odkoupena firmou AstraZeneca), Domantis (odkoupena firmou GlaxoSmithKline) a Bicycle Therapeutics. Roku 2004 byl uveden do šlechtického stavu. Roku 2012 získal Cenu kněžny asturské.
Winter využil metodu George P. Smitha zvanou fágový displej, při níž je virus využit pro vývoj nových proteinů. Zdokonalil fágový displej tím, že virus je využit k tvorbě léčivé látky či protilátky. První takovou látku, adalimumab, Winter vyvinul roku 2002, proti revmatoidní artritidě. Později byla schválena také pro léčbu lupénky nebo zánětlivých onemocněním střev. Metoda byla později použita i v boji s rakovinou.

## Biografie
Gregory Winter se narodil v Leicesteru ve Velké Británii, ale do roku 1964 vyrůstal v Ghaně, kde byl jeho otec profesorem francouzštiny. Středoškolské vzdělání získal na Royal Grammar School v Newcastle upon Tyne, poté studoval přírodní vědy na Trinity College Cambridgeské univerzity, kterou dokončil v roce 1973. V roce 1976 získal doktorský titul v Laboratoři molekulární biologie MRC. Později absolvoval postdoktorandský pobyt na Imperial College v Londýně a další na Ústavu genetiky na univerzitě v Cambridgi a jeho výzkum zahrnoval sekvenování proteinů a nukleových kyselin.
Na počátku 80. let se Winter po zkoumání vztahů mezi genovými mutacemi a funkcí proteinů zaměřil na výzkum mutageneze u protilátek. V té době byly terapeutické protilátky používané u lidí odvozeny z myších proteinů, které mohly u pacientů vyvolat potenciálně nebezpečné imunitní reakce. Aby tento problém překonal, vytvořil Winter tzv. humanizované protilátky, v nichž byly části myší protilátky, které vyvolávaly nežádoucí imunitní reakce, nahrazeny fragmenty lidských protilátek. Takový postup usnadnil následný vývoj léků, jako je trastuzumab (Herceptin), schválený pro léčbu rakoviny prsu, a bevacizumab (Avastin), schválený pro použití proti některým typům rakoviny a proti věkem podmíněné makulární degeneraci.
Winter později zdokonalil technologii fágového displeje, kterou původně vyvinul George Smith, a umožnil tak generovat plně lidské (humánní) protilátky pomocí fúzních fágů (bakteriofágů) vyrobených v laboratoři, čímž obešel možná omezení spojená s dříve vyvinutým postupem humanizace. Technologie fágového displeje se ukázala jako klíčová pro proces řízené evoluce, při němž jsou výzkumníci schopni pomocí řízených mutagenních přístupů získat různé varianty protilátek se zlepšenou vazebnou afinitou a vysokou selektivitou pro jejich terapeutické cíle. První plně humánní protilátkou vyrobenou pomocí Winterovy techniky fágového displeje, která byla uvedena na trh pro použití u lidí, byl adalimumab (Humira), který byl v roce 2002 schválen americkým Úřadem pro kontrolu potravin a léčiv pro léčbu revmatoidní artritidy. Později byl lék schválen pro léčbu zánětlivých střevních onemocnění, lupénky a některých dalších zánětlivých onemocnění.

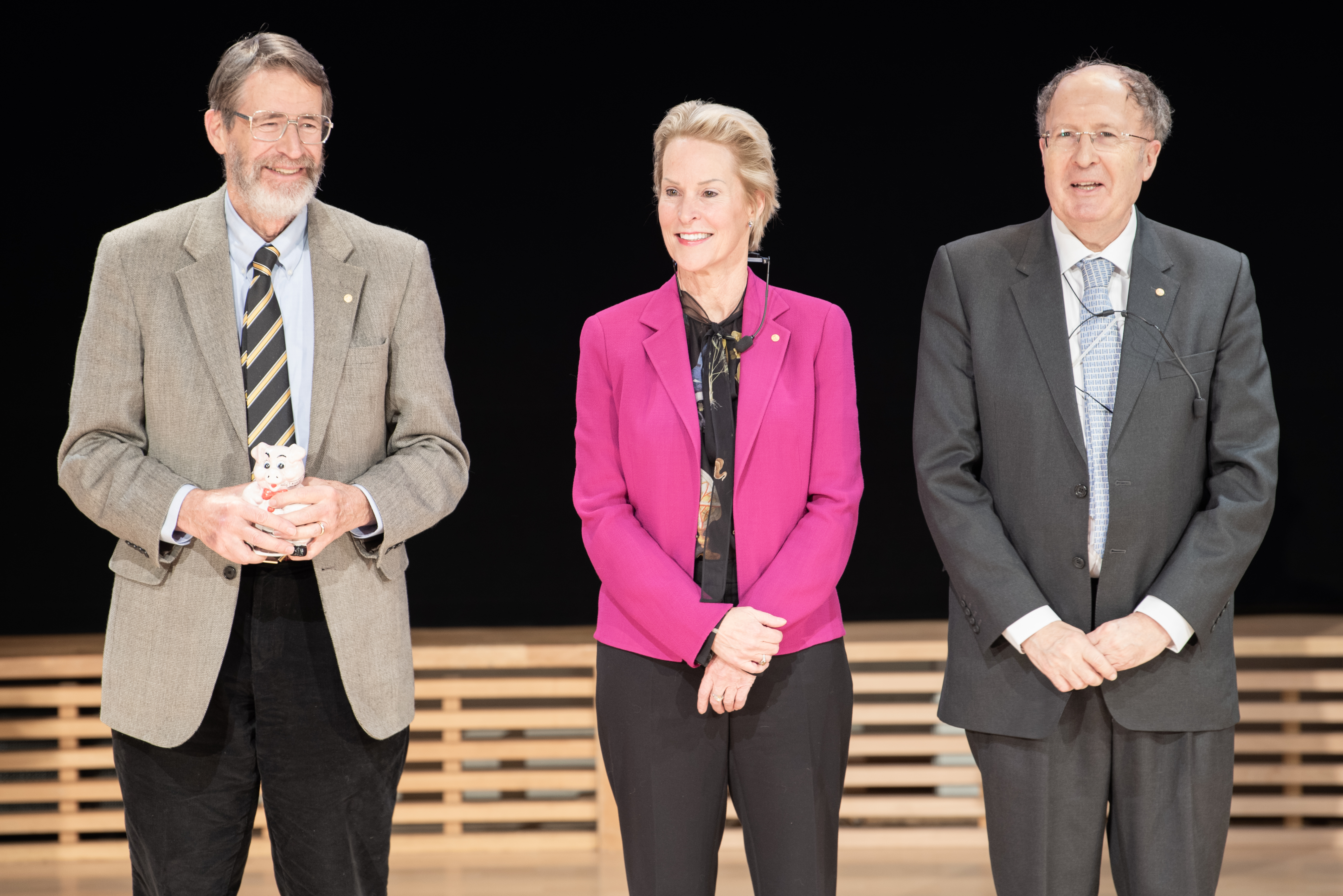
Laureáti Nobelovy ceny za chemii za rok 2018, zleva George Smith, Frances Arnold a Gregory Winter

V průběhu své kariéry Winter založil nebo spoluzaložil několik biotechnologických společností, aby usnadnil vývoj nových léčebných látek. V roce 1989 vznikla společnost Cambridge Antibody Technology, jedna z prvních komerčních biotechnologických společností zabývajících se protilátkovým inženýrstvím. Jejich nejúspěšnějšícm lékem se stal adalimumab (Humira), který objevila společnost Cambridge Antibody Technology jako D2E7 a vyvinula a uvedla jej na trh společnost Abbott Laboratories. Adalimumab je protilátka proti TNF-α, byla to první vyrobená plně humánní protilátka a v roce 2017 se stala nejprodávanějším léčivým přípravkem na světě. Cambridge Antibody Technology koupila v roce 2006 společností AstraZeneca za 702 milionů liber. V roce 2000 byla založena společnost Domantis, kterou v prosinci 2006 koupila farmaceutická firma GlaxoSmithKline za 230 milionů liber. V roce 2009 založil Winter další společnost Bicycle Therapeutics Limited jako start-up, který se zaměřil na chemickou syntézu a terapeutický vývoj malých sloučenin známých jako bicyklické peptidy.
Gregory Winter je autorem řady vědeckých publikací a patentů, zejména pokud jde o technologii humanizovaných protilátek a využití technologiíe fágového displeje pro výrobu lidských protilátek v bakteriích. Jeho vynikající přínos v této oblasti byl oceněn řadou cen a vyznamenání. Za převratné vědecké objevy v oblasti vývoje terapeutických protilátek byla Winterovi spolu s Georgem Smithem a Frances Arnoldovou udělena Nobelova cena za chemii za rok 2018. Za svůj přínos molekulární biologii obdržel v roce 2004 rytířský titul.